# Virchowbund

Logo

Logo des NAV-Virchow-Bundes (1990–2019)

Der Virchowbund, Verband der niedergelassenen Ärztinnen und Ärzte Deutschlands e. V. (ehemals NAV-Virchow-Bund), ist ein Berufsverband, der die Interessen der niedergelassenen, niederlassungswilligen und ambulant tätigen Ärzte aller Fachgebiete gegenüber der Politik, der Öffentlichkeit, der ärztlichen Selbstverwaltung und sonstigen am Gesundheitswesen Beteiligten auf Bundes- und Landesebene vertritt.
Der Verband wurde 1949 in Köln gegründet. Der Bundesverband hat Sitz und Geschäftsstelle in Berlin und ist in 15 Landesverbände mit insgesamt rund 12.000 Mitgliedern gegliedert.

## Geschichte
Die niedergelassenen Ärzte bemühten sich nach Kriegsende, zunächst ihre Interessen in Arbeitsgemeinschaften umzusetzen. Erste Landesverbände gründeten sich Anfang 1949 in Nordrhein-Westfalen und Hamburg. Diese schlossen sich während des Ärztetags in Hannover in der Zeit vom 2. bis 4. September 1949 zum „Verband der niedergelassenen Nicht-Kassenärzte Deutschlands“ (NKV) zusammen.
Weitere Landesverbände formierten sich unter dem Vorsitz von Hanswolf Muschallik und seines Geschäftsführers Kaspar Roos. Der nunmehr auf Bundesebene aktive NKV hatte primär das Ziel, alle Ärzte, die ihre Qualifikation zur Niederlassung besaßen, die Zulassung zur kassenärztlichen Tätigkeit zu ermöglichen. Der NKV strengte deshalb eine Verfassungsbeschwerde an, die zur freien Zulassung aller Ärzte zur Kassenzulassung führte (sogenanntes Kassenarzt-Urteil des Bundesverfassungsgerichts vom 23. März 1960). In Folge wurde der Verband der niedergelassenen Nichtkassenärzte Deutschlands (NKV) Mitte der 1950er Jahre umbenannt in „Verband der niedergelassenen Ärzte Deutschlands e. V.“ (NAV).
Unter dem Vorsitz von Kaspar Roos (1952–1982) profilierte sich der NAV von einer Notgemeinschaft, die aus einer bedrohten Existenz seiner Mitglieder entstanden war, zu einem berufspolitischen Verband. Die Einbindung von Gesundheitspolitik in eine weit gefasste Gesellschaftspolitik bestimmte die Aufgabenstellung. Davon zeugt unter anderem das Urteil des Bundessozialgerichts zur grundsätzlichen Zulässigkeit der fachverbindenden Gemeinschaftspraxis aus dem Jahre 1983. Dieses Urteil schuf die Grundlage für heutige Gemeinschaftspraxen und für die seit 2004 im GKV-Modernisierungsgesetz ermöglichten Medizinischen Versorgungszentren.
Im Herbst 1990 wurde die Fusion mit dem Rudolf-Virchow-Bund, dem ersten freien Ärzteverband der DDR, beschlossen. Dieser wurde am 21. November 1989 im Hörsaal der Hautklinik der Charité gegründet und nach dem früheren Charité-Arzt und Politiker Rudolf Virchow benannt. Der Verband trat von da an als NAV-Virchow-Bund auf.
2022 wurde der Verband erneut umbenannt in Virchowbund. In seinem Logo verwendet der Virchowbund bereits seit 2019 den neuen, kürzeren Namen.
Der Virchowbund ist Gründungsmitglied der Allianz deutscher Ärzteverbände, ist assoziiertes Mitglied im Spitzenverband Fachärzte Deutschlands e. V. (SpiFa) und stellt seit 2015 den Vorstandsvorsitzenden.

## Bisherige Bundesvorsitzende
- 1949–1953 Hans Wolf Muschallik
- 1953–1982 Kaspar Roos[5]
- 1982–1994 Erwin Hirschmann
- 1994–2006 Maximilian Zollner
- 2006–2010 Klaus Bittmann[6]
- 2010–0000 Dirk Heinrich[7]

## Kaspar-Roos-Medaille
Seit 1992 verleiht der Virchowbund jährlich die Kaspar-Roos-Medaille „an einen Arzt oder eine Ärztin, der oder die sich durch vorbildliche ärztliche Haltung oder durch erfolgreiche berufsständische Arbeit besondere Verdienste um das Ansehen der Ärzteschaft erworben hat.“

## Brendan-Schmittmann-Stiftung
Die „Brendan-Schmittmann-Stiftung des Virchowbundes“ wurde am 25. März 1974 als Stiftung privaten Rechts gegründet. Sie ist ein Forschungs- und Beratungsinstitut im Dienste niedergelassener Ärzte und ihrer Patienten. Sie beschäftigt sich mit essentiellen Themen des Virchowbundes wie Kooperationen im Gesundheitswesen, Gesundheitsförderung und Prävention, Qualitätsförderung und Effektivitätsverbesserung der ärztlichen Tätigkeit. Schwerpunkt der Arbeit sind Forschungsprojekte zu aktuellen gesundheitspolitischen Themen und praxisorientierte Fortbildungen und Beratungen für Ärzte und ihr Praxispersonal.
Die Stiftung ist benannt nach dem Berliner Arzt Brendan Schmittmann (1916–1970), der Vorsitzender der Kassenärztlichen Vereinigung Berlin, Vorstandsmitglied der Kassenärztlichen Bundesvereinigung und Präsident des Berliner Ärztebundes war. Er leitete die Entwicklung zu einem gegliederten Krankenversicherungssystem in Berlin ein als Organisator des so genannten Berliner Ärztestreiks im Jahre 1952 und durch die Erwirkung eines Verwaltungsgerichtsurteils gegen den Senat. Für die praxisnahe ärztliche Fortbildung setzte sich Brendan Schmittmann durch Initiierung des „Deutschen Kongresses für ärztliche Fortbildung“ und als Geschäftsführer der Berliner Kongressgesellschaft ein.